# 高贵者奥斯塔菲
高贵者奥斯塔菲（俄语：Остафий Дворянинец，—1346年）是一位諾夫哥羅德波雅尔、季夏茨基以及波萨德尼克。
後來由於高贵者奥斯塔菲公開表示支持立陶宛大公尤努特·格迪米诺维奇，而此時尤努特·格迪米诺维奇被其兄弟阿尔吉尔达斯驅逐，並且经诺夫哥罗德逃到莫斯科。結果這引發阿尔吉尔达斯不滿，最終立陶宛大公國入侵诺夫哥罗德。